# ۹۶۴ (خورشیدی)
۹۶۴ نهصد و شصت و چهارمین سال هجری خورشیدی است.